# Santiago Martínez
Santiago Martínez, vollständiger Name Santiago Martínez Pintos, (* 30. Juli 1991 in Salto) ist ein uruguayischer Fußballspieler.

## Karriere

### Verein
Der 1,70 Meter große Mittelfeldakteur Martínez steht seit der Clausura 2011 im Kader des uruguayischen Erstligisten Montevideo Wanderers. In jener Halbserie absolvierte er sechs Spiele in der Primera División. Einen Treffer erzielte er dabei nicht. In den nachfolgenden Spielzeiten 2011/12 und 2012 /13 kam er auf 26 (kein Tor) bzw. 24 (zwei Tore) Einsätze. Bis zum Abschluss der Saison 2013/14 bestritt er 31 weitere Erstligapartien (kein Tor). Überdies kam er in zwei Partien der Copa Sudamericana 2013 zum Zug. Seine Mannschaft gewann die Clausura 2014 und wurde Uruguayischer Vizemeister. Anschließend wechselte er auf Leihbasis nach Argentinien, wo er sich Quilmes AC anschloss. Dort wurde er in sechs Erstligapartien (kein Tor) und einem Spiel (kein Tor) der Copa Argentina eingesetzt. Anfang Februar 2015 kehrte er zu den Montevideo Wanderers zurück. Bei den Montevideanern lief er in der restlichen Saison 2014/15 in zehn Erstligaspielen (kein Tor) und acht Partien (kein Tor) der Copa Libertadores 2015 auf. Während der Spielzeit 2015/16 kam er in 18 Erstligapartien (kein Tor) zum Einsatz. In der Saison wurde er 15-mal (ein Tor) in der Liga und sechsmal (kein Tor) in der Copa Sudamericana 2016 eingesetzt. In der Saison 2017 stehen 22 Erstligaeinsatz (kein Tor) und vier (kein Tor) in der Copa Libertadores 2017 für ihn zu Buche. Im Juli 2017 wurde er an den argentinischen Verein CA Belgrano ausgeliehen.

### Nationalmannschaft
Martínez war Mitglied der uruguayischen U-20-Auswahl und nahm mit ihr an der U-20-Weltmeisterschaft 2011 teil. Er gehörte zudem im Vorfeld der Olympischen Sommerspiele 2012 zum von Nationaltrainer Óscar Tabárez aufgestellten erweiterten Kader der U-23.

### Erfolge
- Clausura 2014 (Primera División, Uruguay)